# Stepfather III
Stepfather III  (também conhecido como Stepfather III: Father's Day; Brasil: O Padrasto - Ele Voltou Para Ficar ) é um telefilme de terror, produzido nos Estados Unidos em 1992, foi co-escrito por Guy Magar e Marc B. Ray dirigido por Guy Magar.
Continuação de A Volta do Padrasto. Terceiro e último filme da trilogia iniciada com O Padrasto (1987).  

## Sinopse
O padrasto psicopata escapou novamente do hospício. Depois de passar por uma cirurgia plástica e ficar com o rosto alterado, assassino muda-se para nova cidade e se casa com mulher separada. O filho dela irá desconfiar e irá investigar a real personalidade do seu padrasto. 

## Elenco
- Robert Wightman ... Keith Grant / The Stepfather
- Priscilla Barnes ... Christine Davis
- Season Hubley ... Jennifer Ashley
- David Tom ... Andy Davis
- John Ingle ... Father Brennan
- Dennis Paladino ... Mr. Thompson
- Stephen Mendel ... Mark Wraynal
- Jay Acovone ... Steve Davis
- Christa Miller ... Beth Davis
- Mario Roccuzzo ... Plastic Surgeon
- Joan Dareth ... Bernice
- Jennifer Bassey ... Dr. Brady
- Adam Ryen ... Nicky
- Mindy Ann Martin ... Tiffany
- Joel Carlson ... Pete